# Faro di Capo Spencer
Il Faro di Capo Spencer è un faro situato in Alaska, negli Stati Uniti, su un'isoletta rocciosa che affiora nello stretto passaggio di Cross Sound. La sua luce è ancora oggi un aiuto per i naviganti.

## Storia
Sebbene richiesta già da alcuni anni, una prima lanterna in acetilene di supporto alla navigazione venne installata a Capo Spencer nel 1912. Nel maggio del 1924 iniziarono i lavori per la costruzione di un edificio in cemento sulla sommità di alcuni affioramenti rocciosi alti circa 21 metri sul livello del mare. Tale edificio doveva ospitare i guardiani del faro ed era dotato di una torre quadrata che spuntava dal tetto per circa 7,60 metri. La lente di Fresnel posizionata nella torre rimase in funzione fino al 1974, quando venne rimossa durante i lavori di automazione del faro. Ancora oggi il faro di Capo Spencer è considerato un importante supporto alla navigazione e viene periodicamente controllato dalla Guardia Costiera.
Questo faro è entrato a far parte del National Register of Historic Places nel 1975.

## Manutenzione
Quando il faro non era automatizzato, era gestito da una squadra di quattro uomini: al comando c'era un nostromo coadiuvato da un meccanico, un marinaio e un vigile del fuoco. Ogni squadra rimaneva in servizio per circa un anno, periodo durante il quale non abbandonava mai la postazione. Oltre alla gestione del faro, la squadra si occupava anche del funzionamento di una stazione radio attivata nel 1926.
Per raggiungere la loro destinazione, le squadre di manutentori partivano da Juneau in barca e attraccavano nelle calme acque di Dicks Arm, un fiordo a meno di due chilometri dal faro.
Condizioni meteo permettendo, i rifornimenti giungevano a Cape Spencer ogni due settimane tramite imbarcazioni salpate da Ketchikan e venivano immagazzinati in un ampio seminterrato dotato di due freezer.